# Île de Saï
L'île de Saï est une île située sur le Nil, dans l'état du Nord, au Soudan, entre les deuxième et troisième cataractes. Dans l'Égypte antique, l'île a connu une occupation tant de Nubiens que d'Égyptiens, du paléolithique jusqu'à l'époque ottomane.

## Étymologie
Son nom pourrait venir soit du toponyme Chaât (Šȝˁt), appellation générale d'un territoire situé au sud et que les Égyptiens considéraient comme le « commencement », soit d'un terme d'origine nubienne.

## Histoire

### Un passé sans hommes
Il y a plus de cent millions d'années, la présente île de Saï est recouverte d'une forêt d'arbres géants et l'eau est présente en grande quantité. On retrouve aujourd'hui un fossile de ces arbres datant du Crétacé,. 

### Les premières communautés
Les plus anciens objets sont découverts au sud du gébel et datent de 300 000 ans. Huit niveaux d'occupation sont identifiés, le plus ancien étant des campements situés en bord de rivière, abandonnés après une phase aride. Dans un des premiers niveaux, les archéologues découvrent l’une des plus anciennes attestations connues au monde d’utilisation par l’homme de pigments naturels (oxydes de fer rouge et jaune, manganèse de couleur noire). À cette époque, la présente ile de Saï est une savane arborée abritant des crocodiles, des gazelles, des rhinocéros ou encore des éléphants.

### À la conquête du Nil
Il y a environ 10 000 ans, on assiste à un phénomène de désertification dans la région à l'ouest du Nil, où est située l'ile de Saï, ce qui pousse les populations à s'installer près du fleuve et à développer des nouvelles technologies pour s'émanciper de la nature. Cette transition est attestée à Saï par la présence de plusieurs sites préhistoriques où l'on découvre de la céramique appartenant à une culture dite « Khartoum Variant » (7 600 à 4 800 avant notre ère), celle de chasseurs-cueilleurs-pêcheurs semi-nomades. La raréfaction des ressources pousse les populations à domestiquer des espèces locales et à développer une forme sommaire d'agriculture. Vers 5 000 avant notre ère, on entre ainsi dans le stade final de cette révolution avec ce que l’on appelle couramment la période du Néolithique. Caractérisée par une augmentation de la production de ressources, elle se manifeste à Saï par la multiplication des sites d’habitat désignant une constante augmentation de la population. Cette conquête achevée des terres proches du Nil invite à ne plus se déplacer. Elle jette aussi les bases d’une société hautement hiérarchisée, pour qui la défense d’un territoire va rapidement devenir l’enjeu capital.

### Les princes de Kerma
Dans la seconde moitié du troisième millénaire avant notre ère, la fédération du territoire de la vallée nubienne autour d’un roi et d’une capitale, Kerma, voit naître le premier royaume du Soudan ancien. Saï, naturellement protégée par les eaux du fleuve, est alors la plus grande cité du nord du royaume de Kerma. Sa puissance est telle que, dans les textes anciens, ses chefs sont appelés les « princes de Saï ». Une immense nécropole est située au centre de l’île et avec plus de 3 000 sépultures, le cimetière Kerma de Saï est le deuxième plus grand du royaume après celui de la capitale. 

### Conquête égyptienne
L’importance de Saï au sein du royaume de Kerma nous est rappelée par la façon avec laquelle les armées égyptiennes s'évertuent à conquérir très tôt ce bastion, et à le transformer en tête de pont stratégique pour envahir la Nubie. De cette époque, Saï conserve des vestiges monumentaux dont les plus connus sont la ville fortifiée égyptienne et les tombes des administrateurs égyptiens présents sur place pour gouverner cette base avancée. Au début de la XVIIIe dynastie, Saï est un relais portuaire modeste, mais sous l’impulsion du pharaon Thoutmôsis III, la ville est fortifiée et dotée d’un temple, construit en pierre et dédié à Amon. L'île devient pour un temps le chef-lieu administratif de la région et demeure sur plusieurs siècles une plateforme incontournable du dispositif égyptien économique et militaire en Nubie. Saï continue d’être administrée au nom de l’Égypte, au moins jusque sous le règne de Ramsès IX à la fin du XIIe siècle avant notre ère.

### La renaissance de Koush
Au tout début du premier millénaire avant notre ère, le royaume de Napata puis le royaume de Méroé reprennent le contrôle sur la région et sur Saï. L’importance de Saï dans le royaume de Méroé se confirme grâce à l’identification d’une série de blocs de grès décorés qui appartiennent à un temple du Ier siècle de notre ère dont les inscriptions livrent les noms du roi Natakamani, de la Candace Amanitore et du prince Arakakhataror. On suit également, via les inscriptions funéraires, le parcours et les illustres parentés des élites de l’époque. Les coutumes d’enterrements montrent que ces dernières adoptent  les modèles royaux en reproduisant à plus petite échelle des pyramides pour marquer l’emplacement de leurs tombeaux. Le riche mobilier d’accompagnement fait aussi état de l’influence culturelle de l’Égypte romaine voisine (linceul). Les importations d’objets et de produits (vin et huiles parfumées par exemple) atteignent des proportions plus importantes que dans le sud du royaume et témoignent du dynamisme des échanges en temps de paix,.

### Du paganisme au christianisme
Le royaume de Méroé s'effondre au milieu du IVe siècle, ce qui conduit à des changements radicaux sur le plan culturel. Le tumulus redevient le marqueur privilégié de la tombe. À Saï, cela se traduit de façon spectaculaire par le développement de gigantesques espaces funéraires couverts de tertres qui donnent au paysage une allure lunaire. Au début de la christianisation, au milieu du VIe siècle, Saï devient le siège d’un évêché. Il y a au nord de l'île, une église. Les sépultures chrétiennes entourent les tombes méroïtiques et mobilier funéraire absent, reflète un dogme nouveau basé sur la sobriété et le dépouillement. Les corps sont enroulés dans de simples linceuls auxquels on adjoint parfois une petite croix de métal.

### Les Ottomans
Dès la fin du XIVe siècle, l'ile de Saï est entre les mains de tribus arabisées. Avec l’arrivée des Ottomans au XVIe siècle, un pouvoir militaire fort s’installe dans la moitié nord de la Nubie. Les Ottomans font face au royaume Fung qui ne cesse de s’étendre vers le nord. Par mesure de sécurité, un réseau de forteresses et de tours de guet est construit. L'ile de Saï reprend alors son rôle stratégique maintes fois joué par le passé, et accueille une puissante fortification, appelée Qalat Sai, érigée sur les ruines de la ville antique, au sommet de la falaise de grès qui domine le Nil. La forteresse peut accueillir jusqu'à 500 hommes.

## Patrimoine
La grande nécropole de Kerma, située à 150 mètres d'altitude, regroupe des milliers de tombes, dont des imposants tumuli, pouvant atteindre quarante mètres de diamètre, comportent des sépultures. Ces tumuli sont encerclés de pierres noires surmontées de galets blancs, ils sont probablement destinés à des princes chargés de défendre les frontières septentrionales du royaume, il y a de cela plusieurs millénaires.